# Tephrocactus molinensis
Tephrocactus molinensis là một loài thực vật có hoa trong họ Cactaceae. Loài này được (Speg.) Backeb. miêu tả khoa học đầu tiên.

## Hình ảnh

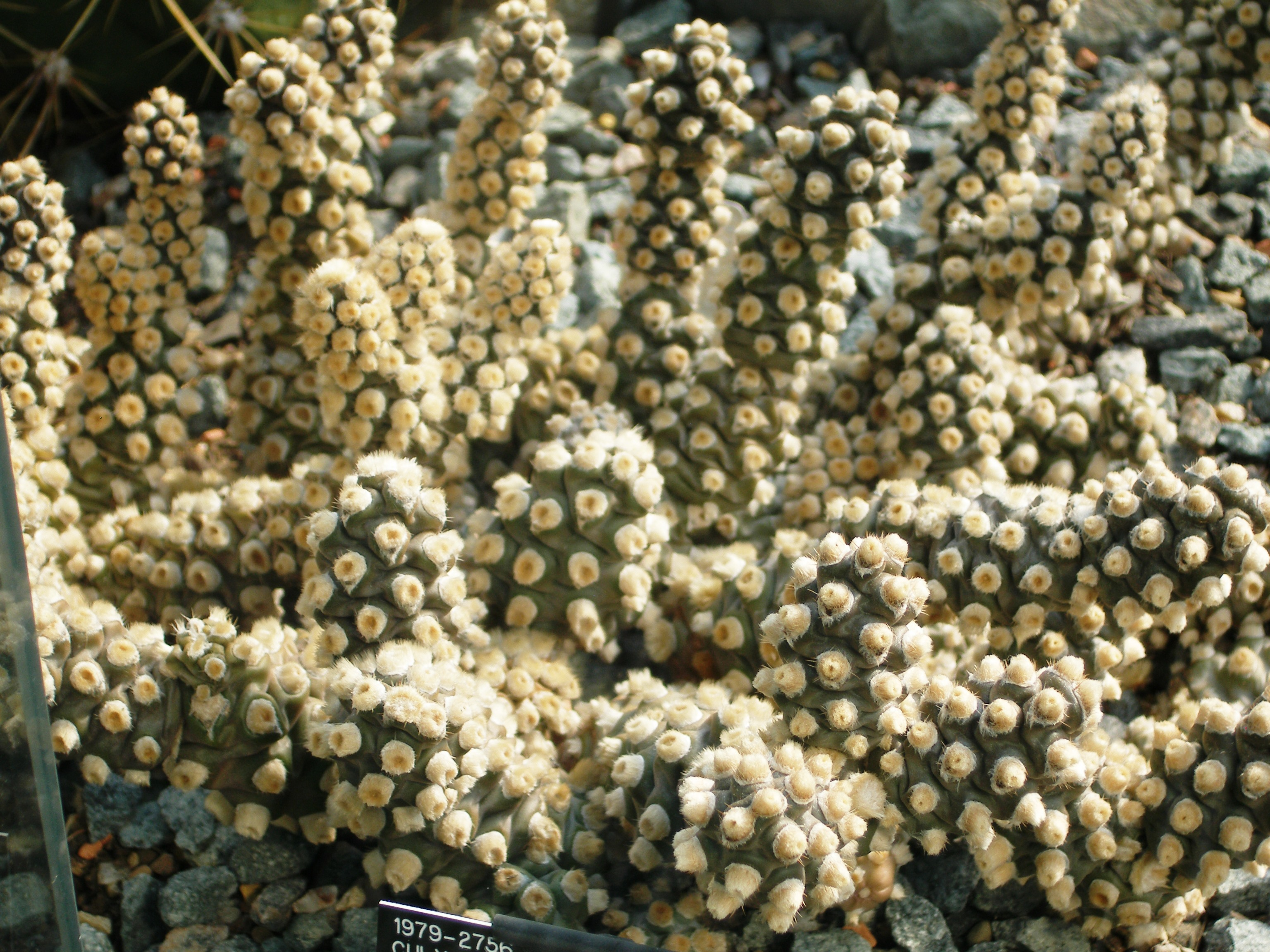
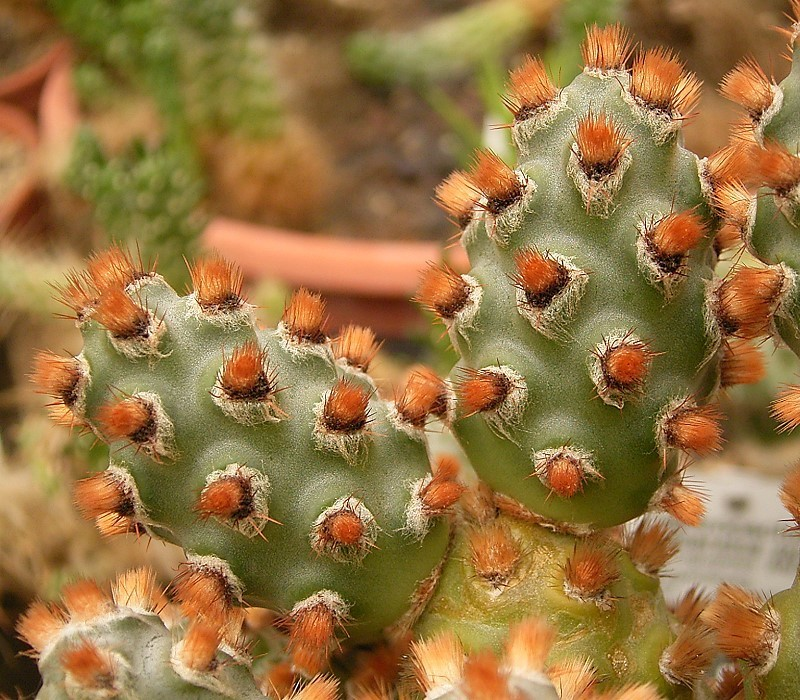
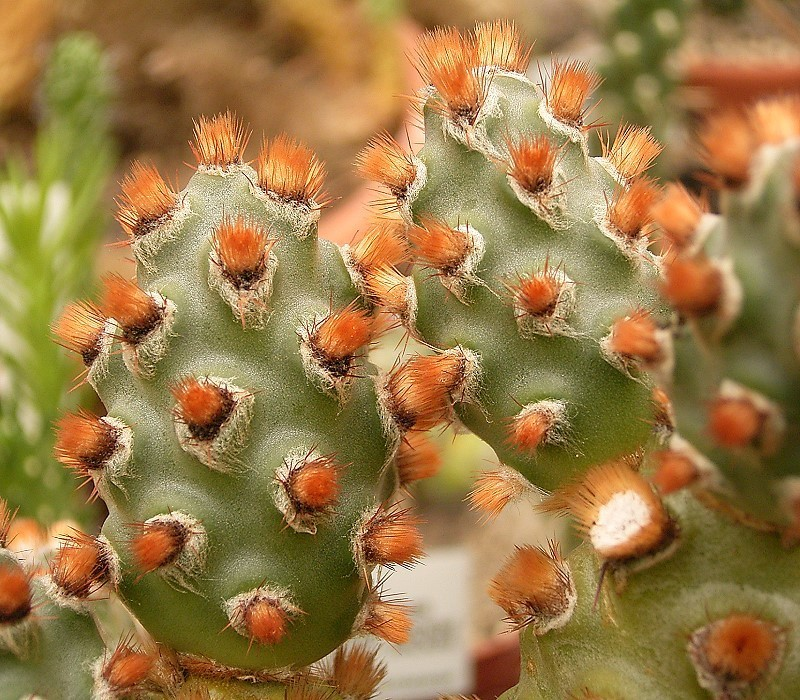
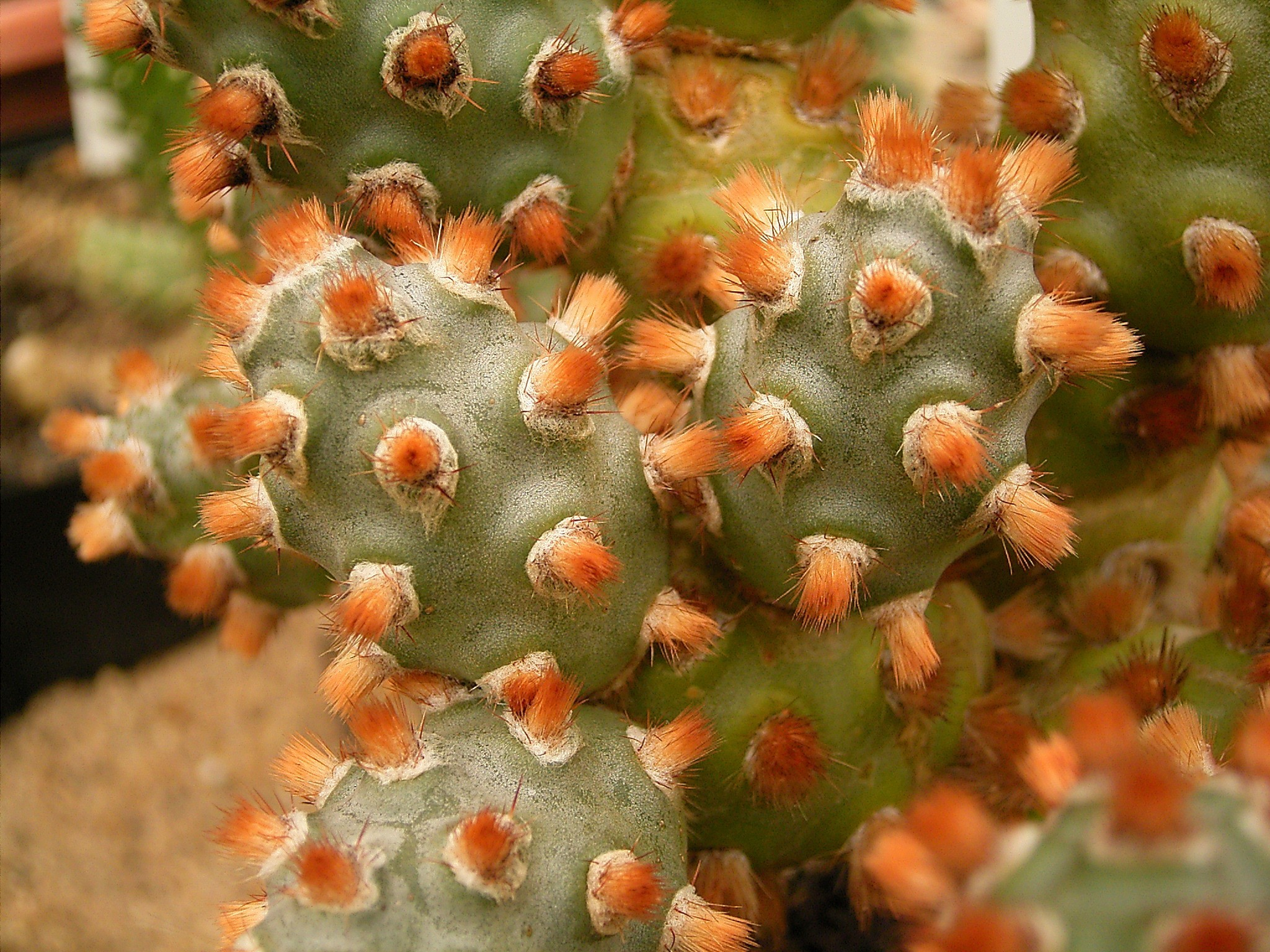